# جان ویلیام ویسی
جان ویلیام ویسی (انگلیسی: John William Vessey Jr.; ۲۹ ژوئن ۱۹۲۲ – ۱۸ اوت ۲۰۱۶) ژنرال نیروی زمینی ایالات متحده آمریکا بود، که در فاصله سال‌های ۱۹۸۲ تا ۱۹۸۵ به‌عنوان دهمین رئیس ستاد مشترک نیروهای مسلح ایالات متحده آمریکا فعالیت می‌کرد.
ویسی فعالیت نظامی را از سال ۱۹۳۹ در گارد ملی نیروی زمینی مینه‌سوتا آغاز کرد، از ۱۹۶۹ تا ۱۹۷۰ فرماندهی لشکر ۳ زرهی را برعهده داشت و از ۱۹۷۳ تا ۱۹۷۴ فرمانده لشکر ۴ پیاده بود.
او از ۱۹۷۶ تا ۱۹۷۸ به‌عنوان فرمانده نیروهای کره ایالات متحده و فرمانده ارتش هشتم ایالات متحده آمریکا فعالیت می‌کرد، از ۱۹۷۸ تا ۱۹۷۹ فرماندهی سازمان ملل را برعهده داشت و از ۱۹۷۹ تا ۱۹۸۲ جانشین رئیس ستاد نیروی زمینی ایالات متحده آمریکا بود. وی در جنگ جهانی دوم، جنگ کره و جنگ ویتنام حضور داشت و در سال ۱۹۸۵ پس از ۴۶ سال خدمت، از نیروهای مسلح آمریکا بازنشسته شد.